# Nina Ahlstedt
 (juillet 2020).
Si vous disposez d'ouvrages ou d'articles de référence ou si vous connaissez des sites web de qualité traitant du thème abordé ici, merci de compléter l'article en donnant les références utiles à sa vérifiabilité et en les liant à la section « Notes et références ».
Nina Ahlstedt, née le 11 juillet 1853 à Turku et morte le 2 septembre 1907, est une peintre finlandaise.

## Biographie

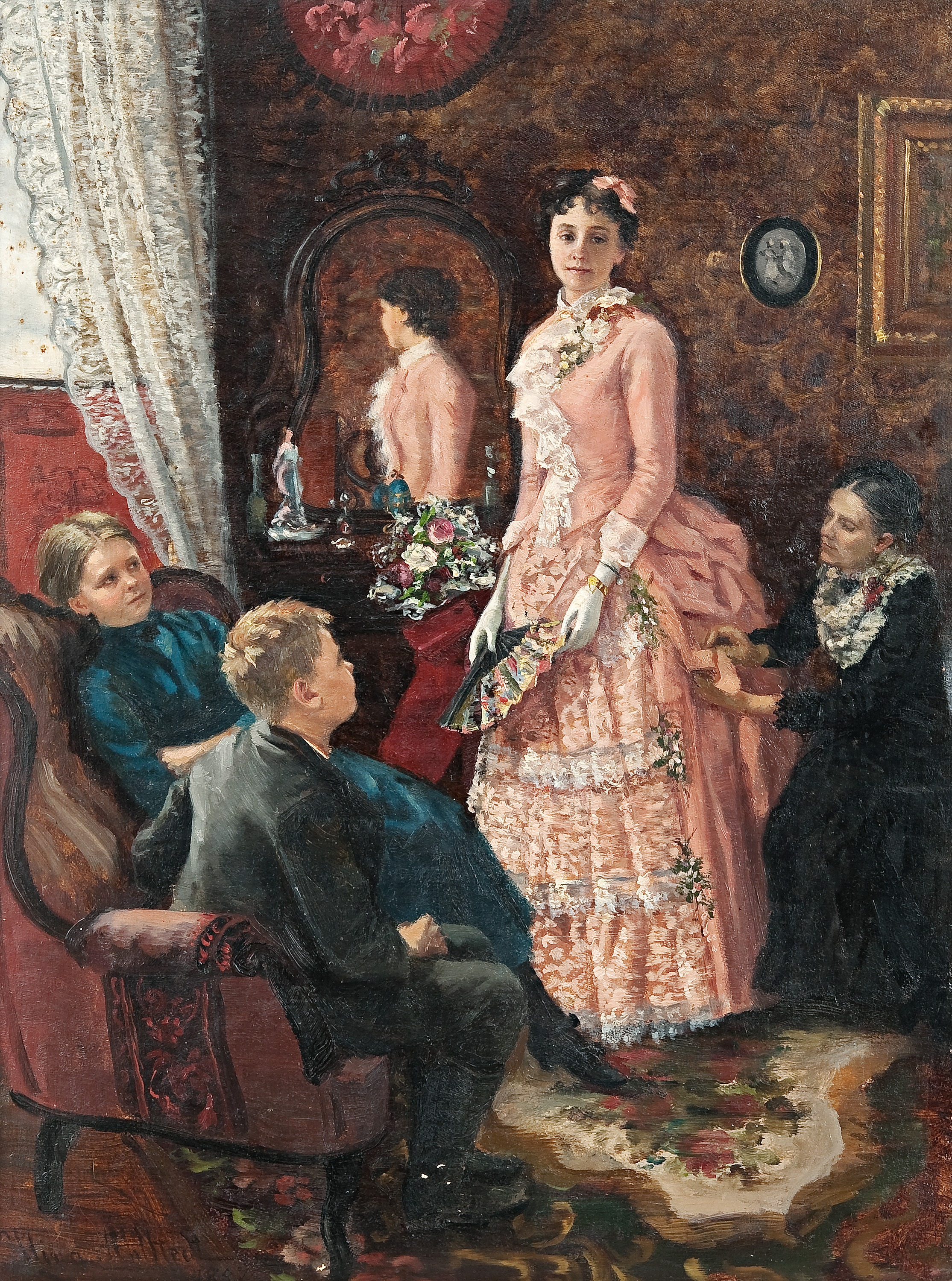
Femme avec une robe rose, 1887.

Fille du juge Albert Johan Lignell et de son épouse Georgina Sogia Elisabeth Lybecker, Nina Lignell étudie l'art à l'école des Beaux-Arts de Turku de 1871 à 1876, puis à l'académie Calarossi de Paris de 1880 à 1881 et en 1897. Ses premières toiles remontent à 1878, et elle participe aux expositions nationales finlandaises en 1892, 1894-1899, 1902 et 1904. Elle devient professeur à l'école des Beaux-Arts de Turku en 1878, et travaille également comme critique d'art.
Même après avoir épousé son professeur, le peintre Fredrik Ahlstedt, Nina Ahlstedt poursuit sa carrière artistique, un choix inhabituel pour l'époque. Le couple compte parmi les premiers participants à l'Önningebykolonin, un cercle d'artistes réuni dans l'archipel d'Åland entre 1886 et 1914 autour de Victor Westerholm.